# London Bridge (Lake Havasu City)
London Bridge – most w Lake Havasu City, w stanie Arizona, w Stanach Zjednoczonych. Przez ponad 130 lat (1831–1968) przeprawa rzeczna zlokalizowana była na Tamizie w Londynie, w Wielkiej Brytanii. Długość mostu wynosi 283,4 m.

## Historia

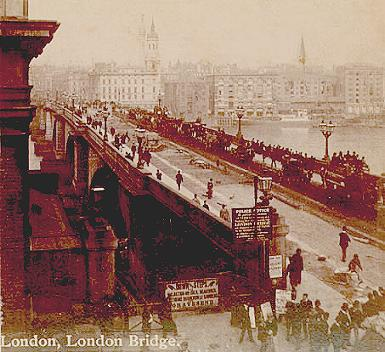
London Bridge (początek lat 90. XIX w.)

Oryginalny londyński most budowano w latach 1824–1831. W 1967 roku, po blisko 130 latach eksploatacji przeprawy na Tamizie, członkowie rady Londynu zadecydowali o wystawieniu nadrzecznej konstrukcji na sprzedaż. 18 kwietnia 1968 roku amerykański przedsiębiorca i milioner Robert McCulloch zakupił miejskie mienie za kwotę 2,46 mln USD. Na trwające ponad 3 lata działania – transport do miejsca docelowego, montaż mostu oraz dragowanie – McCulloch wydał kolejne 7 mln USD. By później możliwe było odtworzenie konstrukcji ponumerowano zewnętrzne bloki kamienne. Później most w częściach załadowano na pokład statku i zrealizowano jego transport przez Ocean Atlantycki.
Sprzedaż i transport mostu wywołały pewne kontrowersje w Anglii, ponieważ część tamtejszej społeczności sprzeciwiała się temu, by znany obiekt Londynu stał się atrakcją turystyczną na amerykańskiej pustyni.

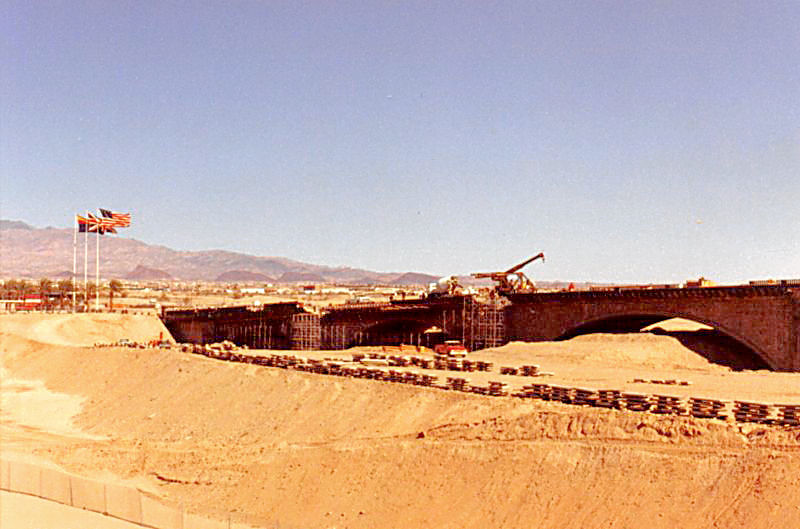
Rekonstrukcja London Bridge w Lake Havasu City (marzec 1971)

W 1971 roku specjaliści wynajęci przez McCullocha dokonali rekonstrukcji mostu, który ulokowano nad kanałem Bridgewater w miejscowości Lake Havasu City, w amerykańskim stanie Arizona. Nowa przeprawa została przeprojektowana na konstrukcję żelbetową, a – zgodnie z planami inwestora – po przebudowie jedynie zewnętrzne kamienie wykorzystano w charakterze oblicówki.
Oficjalne poświęcenie mostu, które odbyło się 10 października 1971 roku, przyciągnęło ponad 25-tysięczną widownię.

## Atrakcja turystyczna

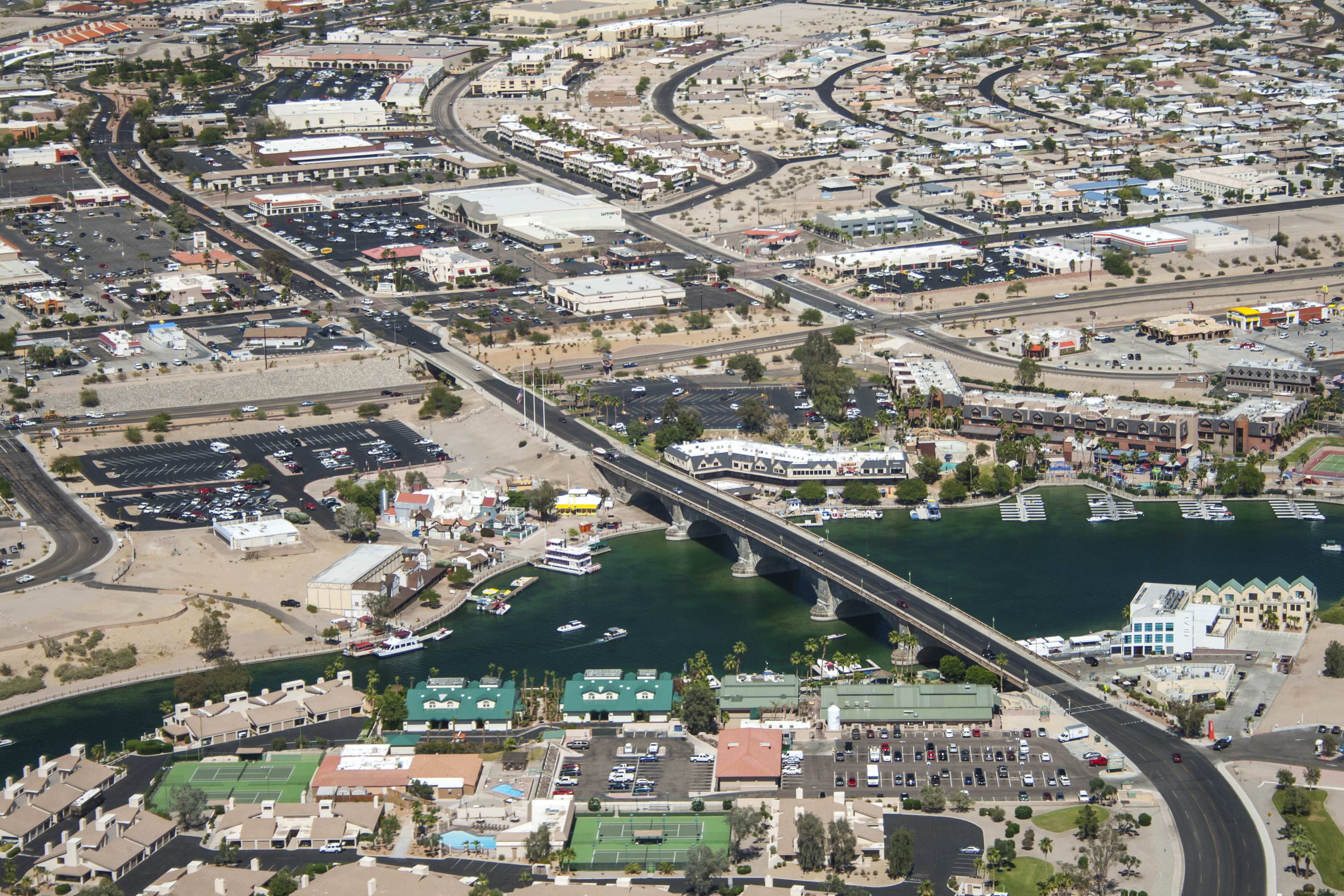
Fotografia mostu wykonana z lotu ptaka (2011)

Po otwarciu mostu na początku lat 70. XX wieku przeprawa stała się jedną z najpopularniejszych atrakcji turystycznych nie tylko w mieście, ale też w całym stanie Arizona. Według informacji podanych w 1975 roku przez miejską izbę handlową w poprzednim roku most przyciągnął blisko 2 miliony gości. Wśród turystów odwiedzających Arizonę London Bridge jest, po Wielkim Kanionie, drugim najchętniej odwiedzanym miejscem w tym amerykańskim stanie.
Według brytyjskiej Księgi rekordów Guinnessa most jest największym antykiem, który kiedykolwiek sprzedano.

## Galeria

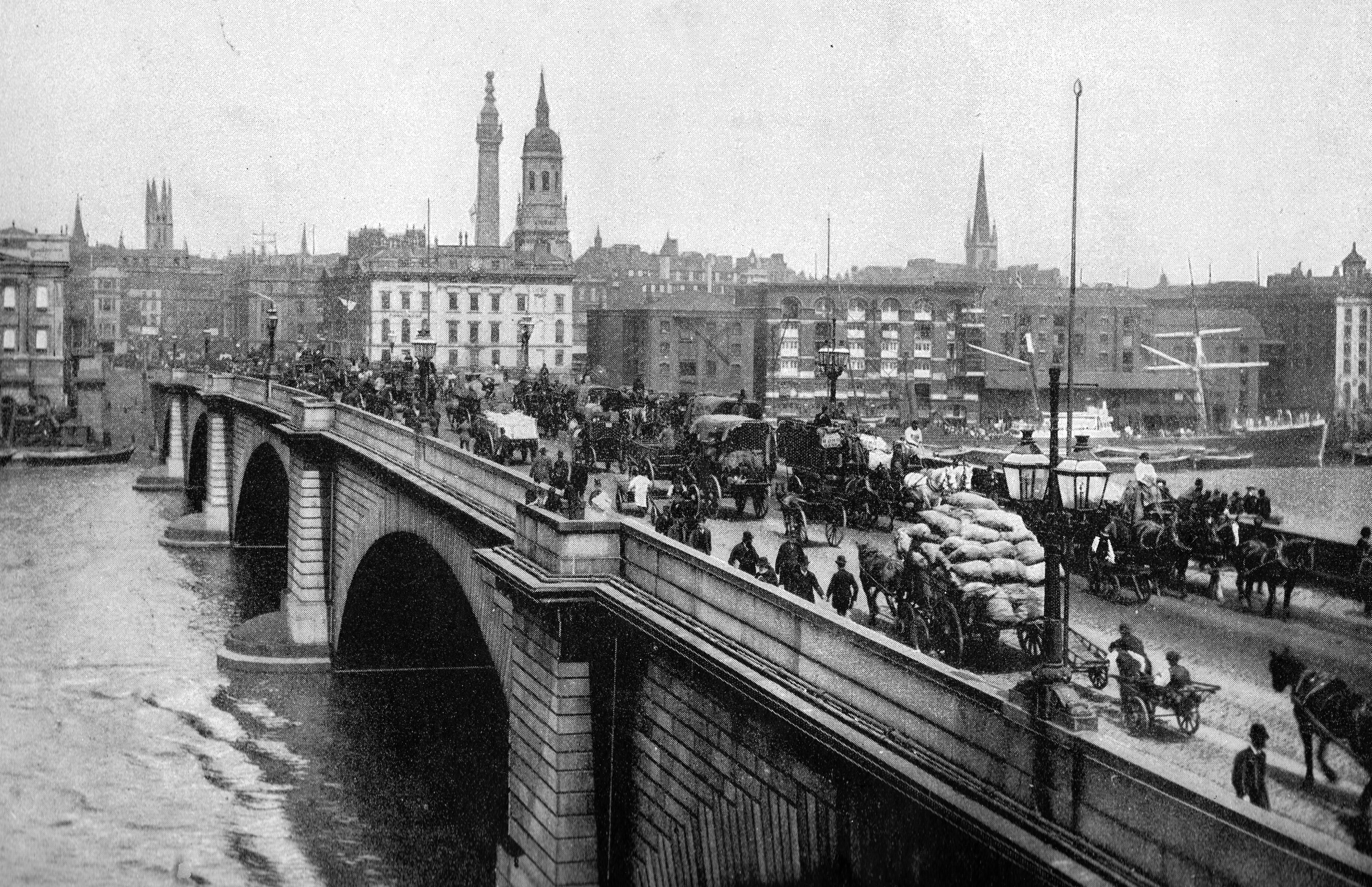
Zakorkowany London Bridge (Londyn, ok. 1900)
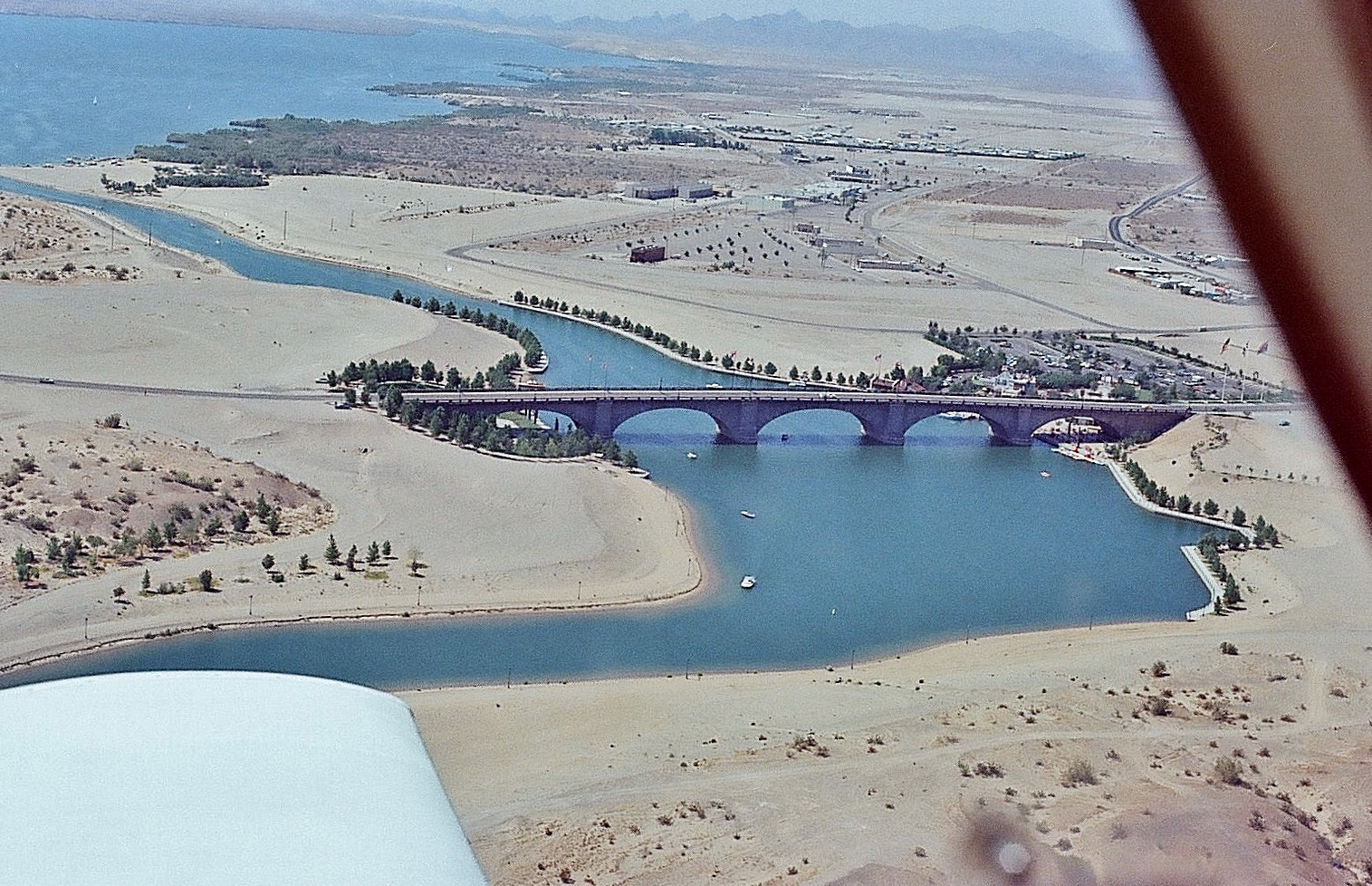
London Bridge (1971)
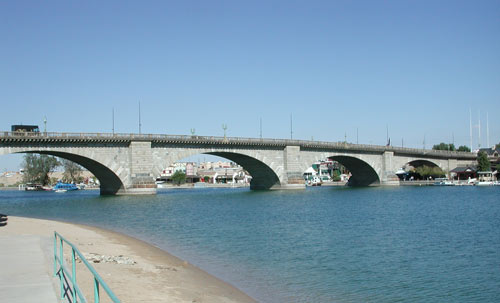
Przebudowa London Bridge (2003)
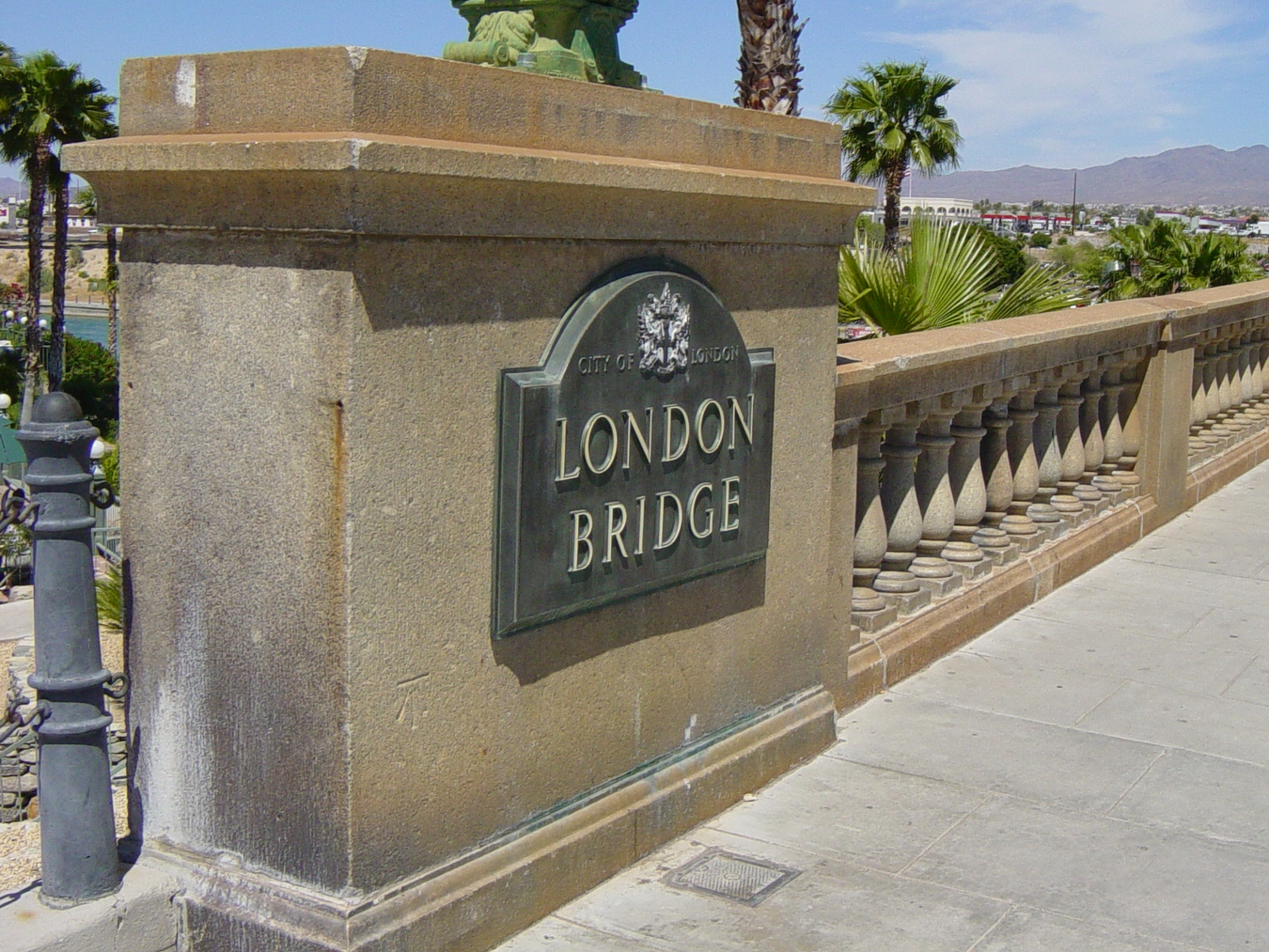
Szyld przy wejściu na most
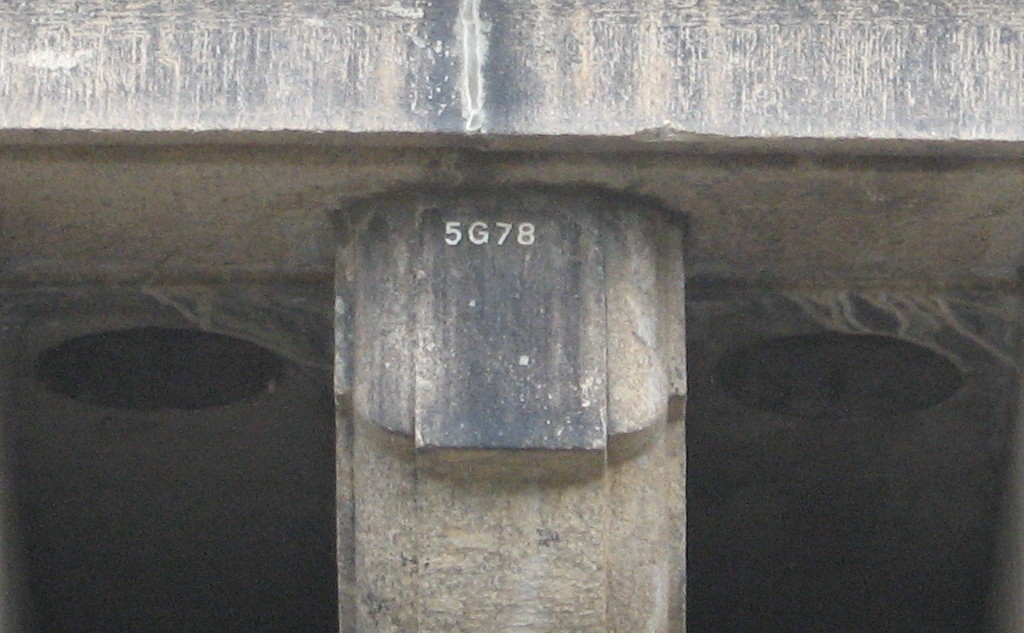
Oznaczony kamień
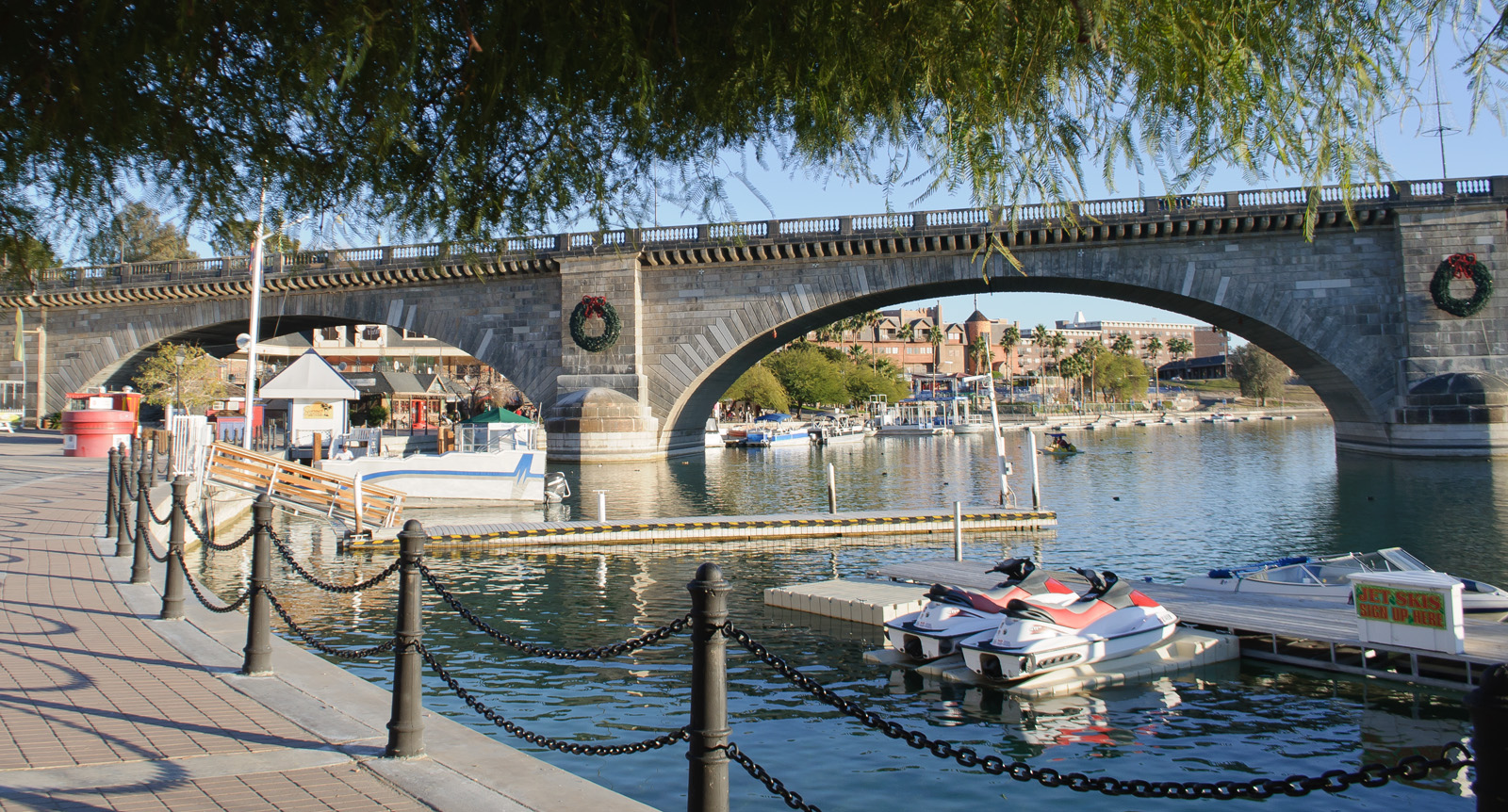
London Bridge (2011)